# Chippewas du Mississippi
 (octobre 2020).
Le contenu est difficilement compréhensible vu les erreurs de traduction, qui sont peut-être dues à l'utilisation d'un logiciel de traduction automatique.
Les Amérindiens Chippewas du Mississippi (Ojibwe), aussi appelés Chippewas du Mississippi, sont un groupe Ojibwa historique habitant près des sources du fleuve Mississippi et de ses affluents dans l'actuel Minnesota, États-Unis.
Selon l'histoire orale du Mississippi Chippewa, ils appartiennent principalement à la branche sud des Ojibwe qui se sont répandus à partir de la « cinquième halte » de Baawiting (à Sault Ste. Marie) le long des rives sud du lac Supérieur jusqu'à la « sixième halte » de la rivière Saint-Louis. Cette tribu nomade continua vers l'ouest à travers le portage de la savane, et se répandirent à la fois vers le nord et vers le sud le long du fleuve Mississippi et de ses principaux affluents.
Avant d'entrer dans le processus politique de traités avec les jeunes États-Unis, les Chippewas du Mississippi Chippewa se composaient des sous-groupes suivants :
- Cedar Lake
- Aaile de corbeau
- Gull Lake
- Mille Lacs
- Pelican Lake
- Lac Pokegama
- Rabbit Lake
- Rice Lake
- Sandy Lake
- Snake River
- Swan River
- Trout Lake
- Point du chêne blanc

ainsi que de nombreux villages associés à ces « sous-branches ». Ensemble, ils contrôlaient le principal corridor commercial nord-sud des sources du Mississippi, à l'ouest des Grands-Lacs. Leur zone d'habitat traditionnelle comprenait le tronçon de la rivière Mississippi entre sa confluence avec la rivière Leech Lake et sa confluence avec la rivière Crow Wing connue en langue ojibwée sous le nom de Gichi-ziibi (« Grande rivière ») et comprenait la région des lacs Brainerd.

## Histoire et établissement de traités

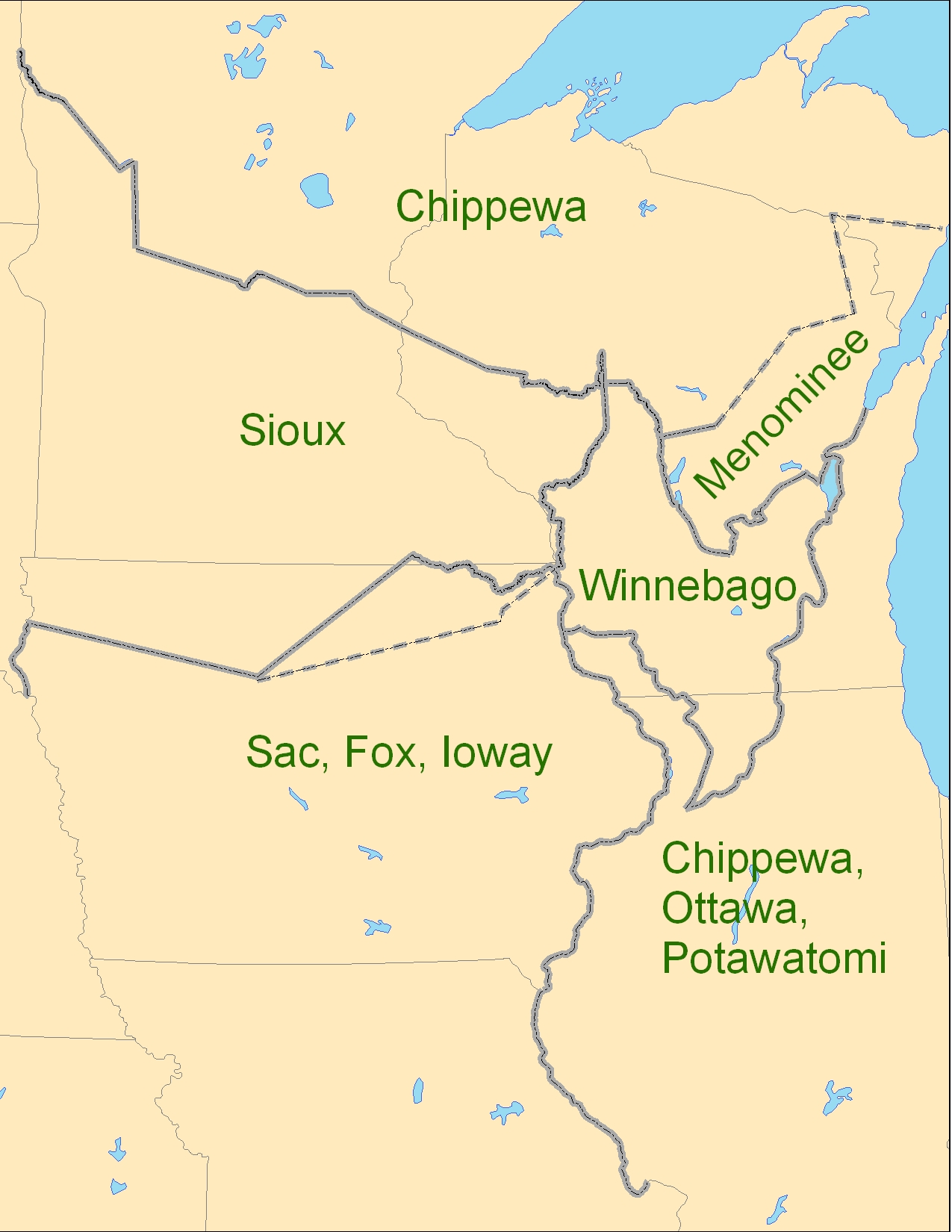
Ligne de la Prairie du Chien, 1825, Minnesota. Les Chippewas sont confinés au nord et aux abords des Grands Lacs.

En 1825, avec le premier traité de Prairie du Chien, les États-Unis dessinèrent la ligne de Prairie du Chien afin de séparer les Ojibwe du Dakota, car le gouvernement colonial croyait que ces deux tribus étaient toujours en guerre. Les Ojibwe et les Dakota avaient mis fin à leur guerre pendant près d'une génération à ce moment-là et l'on n'observait que de rares escarmouches.
Les Chippewas du Mississippi, avec les bandes de Red Lake, Pillager et Lake Superior, concluèrent le Traité de St. Peters en 1837 avec les États-Unis. Ils cédèrent aux États-Unis ce qui représente à présent une partie du nord du Wisconsin et du centre-est du Minnesota.
En 1850, le gouvernement américain a changé le point de distribution des rentes de La Pointe, dans le Wisconsin, à Sandy Lake, dans le but de déplacer les tribus plus à l'ouest. Quatre mille Ojibwe de diverses bandes se sont présentés au début d'octobre sur le site désigné, mais aucun agent du gouvernement ni aucun matériel ne s'y trouvaient. Après avoir attendu deux mois dans des conditions météorologiques dégradées, 170 Ojibwés sont morts. Le gouvernement a finalement apporté les vivres et les rentes, mais, en raison du mauvais temps à cette époque de l'année, 230 autres Ojibwés sont morts à leur retour sur leurs terres. Ceci est devenu connu comme la tragédie de Sandy Lake.

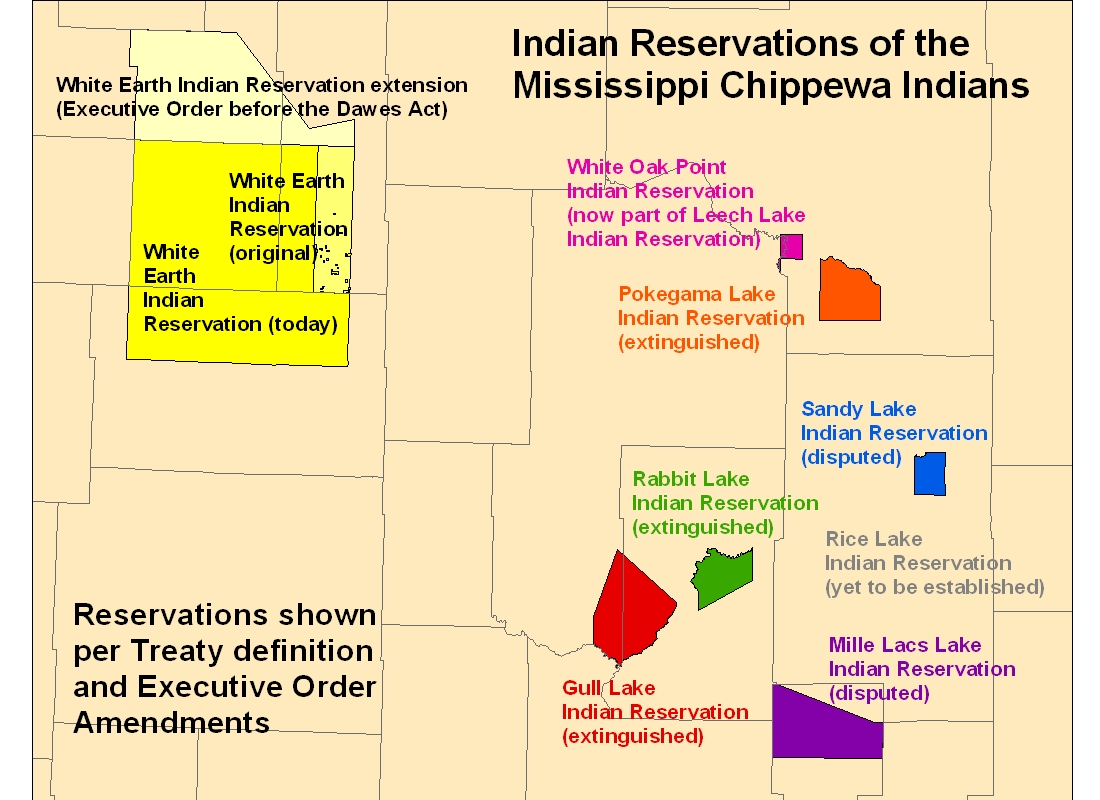
Réserves des Chippewas du Mississippi au Minnesota

En 1855, en raison de la tragédie de Sandy Lake, les Chippewas du Mississippi, avec la tribu Pillager, conclurent le Traité de Washington pour la cession de terres de la majeure partie du nord du Minnesota. En échange, les États-Unis promirent trois réserves pour les Pillagers et six pour les Chippewas. En outre, comme dans d’autres traités, les tribus devaient conserver le droit de récolter traditionnellement des ressources hors réserve, comme le poisson et le gibier. (Ce droit disparut un temps de l'histoire populaire aux États-Unis à mesure que les conditions de vie changeaient, jusqu'à ce qu'il soit rétabli à la fin du XXe siècle, alors que les tribus s'efforçaient d'exercer leurs pratiques et leurs droits traditionnels; par exemple dans la « guerre Walleye » du Wisconsin à la fin des années 1980.)
Les six réserves chippewa étaient les suivantes :
- Réserve indienne de Gull Lake
- Réservation des Indiens Mille Lac
- Réserve indienne du lac Pokegama
- Réserve indienne de Sandy Lake
- Réserve indienne de Rabbit Lake
- Réserve indienne de Rice Lake

En raison de registres peu clairs du Bureau américain de la gestion des terres, la réserve indienne de Rice Lake n'a jamais été établie. La confusion a surgi parce que plusieurs lacs différents autour de Sandy Lake avaient des noms qui, traduits en anglais, semblaient tous signifier « Rice Lake ». Cela a conduit à une confusion quant à la carte consultée, et la question de savoir où la réserve devait être située n'a jamais été résolue. Il semble que la réserve indienne de Rice Lake soit située dans les zones suivantes :
- entièrement à l'intérieur des limites de la réserve indienne de Sandy Lake à son extrémité nord ; ou
- adjacent à la réserve indienne de Sandy Lake à son extrémité sud ; et
- à l'angle sud-est sur le bord est de la réserve indienne de Sandy Lake ; ou
- sur le coin sud-est du sud de la réserve indienne de Sandy Lake.

La tribu de Rice Lake objecta que ces déclarations sont  toutes inexactes et que l'emplacement approprié de la réserve indienne de Rice Lake convenue était beaucoup plus au sud.
Dans la guerre du Dakota de 1862, menée contre les colons européens-américains, de nombreuses tribus Chippewas assistèrent les Dakota. La tribu de Sandy Lake resta entièrement neutre pendant le conflit. Lorsque le chef Mille-Lacs Máza-mani (« Iron-Walker », « le marcheur d'acier » en français) eut vent des plans du chef Bagone-giizhig (« Hole-in-the-Day », « trou-du-jour » en français) (de Gull Lake) d'attaquer Fort Ripley, Máza-mani  souleva un groupe de 200 hommes pour aider les colons Américains. Ils atteignirent le fort et aidèrent à sa défense avant l'arrivée du chef Bagone-giizhig, évitant son attaque. Les tribus de Sandy Lake et de Mille Lacs obtinrent ainsi la protection des États-Unis.
Tous les autres Chippewa furent expulsés de force par l'armée des colons, de leurs réserves vers la zone entourant les réserves du lac Leech et du lac Winnibigoshish. En raison de conflits entre les Chippewas du Mississippi et les « Pillagers » du lac Leech et les groupes du lac Winnibigoshish, les Chippewas négocièrent avec le gouvernement américain une réinstallation. La tribu de Pokegama Lake, ainsi que les quelques tribus nomades de Sandy Lake, négocièrent pour rester dans la région et formèrent la tribu de « White Oak Point » sur la réserve de White Oak Point. En 1934, elle fusionna avec les réserves indiennes de Cass Lake, (Chippewa), Lake Winnibigoshish et Leech Lake pour former la tribu contemporaine Ojibwe de Leech Lake et sa réserve.

## Succession
Bien que le groupe des Indiens Chippewas du Mississippi n'existe plus officiellement, la majorité de la tribu des Ojibwés des Mille Lacs et de la tribu Chippewa de la Terre blanche s'identifient toujours comme de la branche « Mississippi ». Leurs successeurs seraient:
- Ojibwés du lac Leech
- Ojibwés de Mille Lacs
- Ojibwés de terre blanche